# Franziska Stark
Franziska Stark (* 4. Juli 1961) ist eine deutsche Poolbillardspielerin.
Neben ihren 24 Deutschen Meisterschaften im Einzel (davon 7 im 8-Ball, 12 im 9-Ball und 5 im 14 und 1 endlos) konnte sie auch international große Erfolge feiern. Höhepunkt ihrer Karriere war der Gewinn der WPA 9-Ball-Weltmeisterschaft der Damen 1992 im Finale gegen die US-Amerikanerin Vivian Villarreal. 1998 schaffte sie es ein zweites Mal ins Finale, unterlag jedoch der Engländerin Allison Fisher. 
Hinzu kommen elf Europameisterschaftstitel, erzielt zwischen 1986 und 2000, sowie zwölf weitere Finalteilnahmen. 
Sie repräsentierte Europa 1994 beim ersten Mosconi Cup, da es bei der ersten Auflage noch Pflicht war, zwei Frauen im Team zu haben. Ab 1995 wurde diese Regelung jedoch abgeschafft, sodass es bei diesem einen Auftritt blieb.